# (35394) Countbasie
(35394) Countbasie est un astéroïde de la ceinture principale découvert en 1997.

## Description
(35394) Countbasie a été découvert le 7 décembre 1997 au Centre de recherches en géodynamique et astrométrie (CERGA), à Caussols en France, par le projet scientifique européen OCA-DLR Asteroid Survey (ODAS).

### Caractéristiques orbitales
L'orbite de cet astéroïde est caractérisée par un demi-grand axe de 2,76 ua, un périhélie de 2,17 ua, une excentricité de 0,21 et une inclinaison de 9,94° par rapport à l'écliptique. Du fait de ces caractéristiques, à savoir un demi-grand axe compris entre 2 et 3,2 ua et un périhélie supérieur à 1,666 ua, il est classé, selon la JPL Small-Body Database, comme objet de la ceinture principale.

### Caractéristiques physiques
(35394) Countbasie a une magnitude absolue (H) de 14,1 et un albédo estimé à 0,130.